# Kent Callister
Kent Callister (San Diego, 9 novembre 1995) è un ex snowboarder australiano.

## Palmarès

### Coppa del Mondo
- Miglior piazzamento nella Coppa del Mondo generale di freestyle: 21º nel 2015
- Miglior piazzamento nella Coppa del Mondo di halfpipe: 4º nel 2015
- 1 podio:
  - 1 terzo posto